# ルイーズ・アンリエット・ド・ブルボン＝コンティ
ルイーズ・アンリエット・ド・ブルボン＝コンティ（Louse Henriette de Bourbon-Conti, 1726年6月20日 - 1759年2月9日）は、オルレアン公ルイ・フィリップ1世の妃。独身の頃は“マドモワゼル・ド・コンティ”（Mademoiselle de Conti, コンティ令嬢）と呼ばれた。

## 生涯
コンティ公ルイ・アルマン2世と妃ルイーズ・エリザベートの娘としてパリで生まれた。1743年12月、当時シャルトル公だったルイ・フィリップと結婚した。舅オルレアン公ルイは、息子の花嫁探しに大変苦労したため、キリスト教徒として気高い見本であるとか、信仰が篤いとか、そういった女性に求められる美徳をあまり重視しないようにし、少々良くない評判があっても目をつむることにした。なお、ルイーズ・アンリエットの兄ルイ・フランソワ1世はオルレアン公ルイの末妹ルイーズ・ディアーヌ・ドルレアンと1732年に結婚している。
結婚後、ルイーズ・アンリエットは、オルレアン公ルイが嫁に求めた美徳とは正反対の女性であることが明らかになった。彼女は身持ちが悪くふしだらで、絶え間なく醜聞を巻き起こした。3人生んだ子供たちのうち成人した2人、ルイ・フィリップ（のちのオルレアン公ルイ・フィリップ2世）とルイーズ・マリーは、ルイ・フィリップ1世の子供ではないといわれていた。
ルイーズ・アンリエットは、長年の放蕩で健康を悪化させ、33歳で死去した。
フランス革命のさなか、ルイ・フィリップ2世は処刑の恐怖から逃れるため、自身がルイ・フィリップ1世の子ではないと公言したが、パレ・ロワイヤルの法廷から、父親と著しく似ているという判断を下され、のちに処刑された。

## 子女
- 女児（1745年、夭折）
- ルイ・フィリップ2世（1747年 - 1793年） - オルレアン公
- バティルド（1750年 - 1822年） - コンデ公ルイ6世アンリ妃